# Marco Dino Brogi
Pour les articles homonymes, voir Brogi.
Marco Dino Brogi, O.F.M. (12 mars 1932 - 29 novembre 2020) est un prélat italien de l'Église catholique qui a travaillé à la Curie romaine et au service diplomatique du Saint-Siège.

## Biographie
Brogi est né à Alexandrie en Égypte et est catholique de rite latin Il est ordonné prêtre le 5 mai 1963.
Il travaille comme sous-secrétaire à la Congrégation pour les Églises orientales, lorsque le pape Jean-Paul II nomme Brogi archevêque titulaire de Città Ducale (de), nonce apostolique au Soudan (en) et délégué apostolique en Somalie (en) le 13 décembre 1997.
Jean-Paul II le nomme nonce apostolique en Égypte et délégué apostolique auprès de la Ligue arabe (en) le 5 février 2002
Brogi termine son service en tant que nonce le 27 janvier 2006 lorsqu'il est nommé consulteur auprès de la Secrétairerie d'État par le pape Benoît XVI. Benoît XVI le nomme également consulteur de la Congrégation pour les Églises orientales le 15 septembre 2007
Il est mort du Covid-19 à Florence le 29 novembre 2020, à l'âge de 88 ans, au milieu de la pandémie de Covid-19 en Italie

## Succession apostolique
Marco Dino Brogi a ordonné les évêques suivants :
- Évêque Akio Johnson Mutek (1999)